# Macedonië (regio)

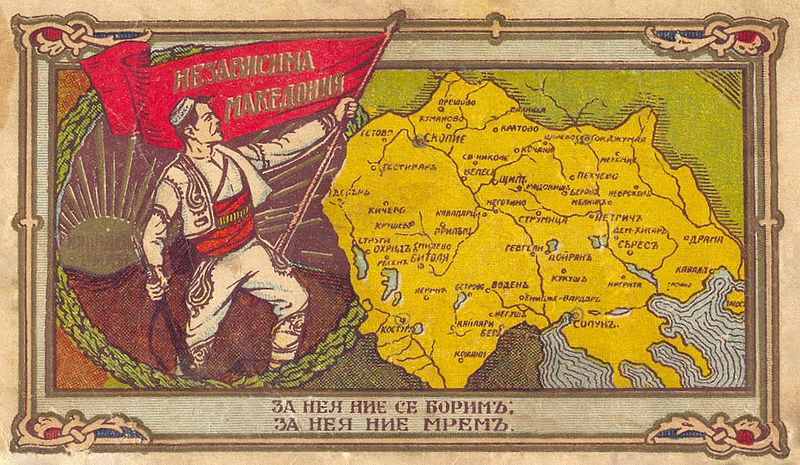
Macedonië volgens Macedonische irredentisten. Sommigen, waaronder politici, hebben aansluiting van "Egeïsch Macedonië" (Griekenland), "Pirin-Macedonië" (Bulgarije), "Mala Prespa en Golo Brdo" (Albanië), "Gora" (Kosovo) en "Prohor Pchinski" (Servië) bij "Vardar-Macedonië" (de republiek Macedonië) geëist.

Macedonië (uitspraakⓘ, Grieks: Μακεδονία, Makedonia; Macedonisch: Македонија, Makedonija) is een historische landstreek op het Balkanschiereiland. Tot aan de heerschappij van Philippos II van Macedonië viel het grondgebied van het koninkrijk Macedonië grotendeels samen met de huidige Griekse regio Macedonië. Na de verovering van het Koninkrijk Macedonië creëerden de Romeinen een nieuwe administratieve regio Macedonië die binnen de huidige landsgrenzen valt van de republiek Noord-Macedonië, Bulgarije, Griekenland, Albanië, Kosovo en Servië. Het land Noord-Macedonië valt in zijn geheel binnen deze Romeinse provincie, in Bulgarije behoort de oblast Blagoëvgrad tot de Romeinse provincie Macedonië, Grieks-Macedonië strekt zich uit over de regio's West-Macedonië en Centraal-Macedonië en de departementen Drama en Kavala in de regio Oost-Macedonië, het Albanese deel van Macedonië omvat Mala Prespa i Golo Brdo, in Kosovo betreft het de gemeente Gora en in Servië Prohor Pčinjski.
| Vlag | Naam            | Hoofdstad    | Oppervlakte | Taal        | UTC |
| ---- | --------------- | ------------ | ----------- | ----------- | --- |
|      | Noord-Macedonië | Skopje       | 25.713 km²  | Macedonisch | +1  |
|      | Zuid-Macedonië  | Thessaloniki | 34.177 km²  | Grieks      | +2  |

## Geschiedenis
Macedonië is een van de meest omstreden gebieden van de Balkan. In 1912, toen geheel Macedonië nog deel uitmaakte van het Ottomaanse Rijk, vormde de zogenaamde Macedonische Kwestie de aanleiding van de beide Balkanoorlogen, die op hun beurt de opmaat waren tot de Eerste Wereldoorlog.
Na het uiteenvallen van Joegoslavië werd de Socialistische Republiek Macedonië een onafhankelijke staat onder de naam republiek Macedonië. De naam van de nieuwe republiek creëerde een conflict met Griekenland, dat toetreding van het land tot internationale organisaties onder diens grondwettelijke naam blokkeerde. Als voorlopig compromis trad de Republiek Macedonië toe tot veel organisaties (inclusief de VN) onder de naam Voormalige Joegoslavische Republiek Macedonië (afgekort FYROM, van het Engelse Former Yugoslav Republic of Macedonia). Op 13 februari 2019 werd het land formeel de Republiek Noord-Macedonië na instemming van het eigen parlement, en akkoord van Griekenland met een oplossing door deze naamswijziging.